# 25455 Anissamak
A 25455 Anissamak (ideiglenes jelöléssel 1999 XP12) a Naprendszer kisbolygóövében található aszteroida. A LINEAR projekt keretében fedezték fel 1999. december 5-én.